# Journal of Recreational Mathematics
 (septembre 2018).
- Si vous ne connaissez pas le sujet, laissez ce bandeau (vous pouvez alors contacter les auteurs).
- Si vous supprimez le contenu mis en cause (vous pouvez préalablement contacter les auteurs),

argumentez précisément cette suppression dans la page de discussion
(un manque de référence n'est pas un argument ; une recherche réelle de référence doit avoir été effectuée, être formellement documentée).
Le Journal of Recreational Mathematics était une revue américaine dédiée aux mathématiques récréatives, publiée de 1968 à 2014. Elle était publiée trimestriellement par Baywood Publishing Company, à Amityville (New York).